# Мороз Андрій Миколайович
Андрій Миколайович Мороз (23 листопада 1981, м. Новополоцьк, СРСР) — білоруський хокеїст, правий нападник. 
Хокеєм займається з 1988 року (перший тренер — В.А. Тепляшин). Вихованець хокейної школи ХК «Хімік» (Новополоцьк). Виступав за «Полімір» (Новополоцьк), «Динамо» (Мінськ), ХК «Гомель», «Хімік-СКА» (Новополоцьк), «Керамін» (Мінськ), «Беркут» (Київ).
У складі національної збірної Білорусі провів 3 матчі (0+0). У складі молодіжної збірної Білорусі учасник чемпіонатів світу 1999, 2000 (група B) і 2001. У складі юніорської збірної Білорусі учасник чемпіонату світу 1999 (група B).  
Досягнення
- Чемпіон Білорусі (2008)
- Володар Кубка Білорусі (2008).